# رئیس‌الوزرا
رئیس‌الوزرا (انگلیسی: Minister-president به زبان آلمانی: Ministerpräsident) رئیس دولت در هر یک از کشورهای اروپایی یا حکومت‌های زیر کشوری است که در آنها یک نظام حکومتی پارلمانی یا نیمه‌ریاستی حکمفرماست، که چنین فردی در آنها بر شورای وزیران ریاست می‌کند. این لفظ جایگزینی برای نخست‌وزیر، رهبر پارلمانی، سروزیر یا وزیر اول، و بسیار مشابه عنوان رئیس شورای وزیران است.
در آلمان رئیس‌الوزرا عنوان رسمی رئیس دولت یک ایالت فدرال است. در برخی از سیستم‌های دولت ریاست جمهوری (مانند پرو یا جمهوری چین (تایوان)) از عنوان نخست‌وزیر برای تعیین یک مقام دولتی استفاده می‌شود. وظایف آن منحصراً در اجرای دستورالعمل‌های رئیس‌جمهور و در مدیریت عمومی است.
رئیس‌الوزرا رئیس دولت و دولت سیزده ایالت از شانزده کشور آلمان است. در سه ایالت برلین، هامبورگ و برمن عنوان رئیس دولت متفاوت است.

## وظایف و قدرت در قانون اساسی
همان‌طور که قانون اساسی آلمان، ساختار کشور را یک جمهوری فدرال تعریف می‌کند، هر ایالت کشور قانون اساسی خود را دارد. قانون اساسی اختیارات گسترده‌ای را برای تعیین ساختار دولت مربوط در اختیار ایالت‌ها قرار می‌دهد، فقط بیان می‌دارد که هر کشور آلمان باید تحت حاکمیت قانون یک جمهوری اجتماعی و دمکراتیک باشد (ماده ۲۸٫۱).
در عمل همه دولت‌های ایالتی آلمان نوعی سیستم ترکیبی پارلمان را به تصویب رسانده‌اند: علی‌رغم برخی اختلافات بین قانون اساسی دولت‌های فردی، رئیس‌جمهور وزیران هر دو دارای قدرت معمول یک رهبر اجرایی هستند (به عنوان مثال انتصاب و عزل اعضای کابینه یا تعریف دستورالعمل‌های سیاسی کابینه) و اختیارات و کارکردهای معمولی یک رئیس دولت (به عنوان مثال قدرت اعطای عفو از طرف دولت و انجام برخی وظایف تشریفاتی). به همین ترتیب، قدرت و عملکرد آنها شبیه به رئیس‌جمهور اجرائی است، اما برخلاف یک سیستم ریاست جمهوری، آنها مستقیماً انتخاب نمی‌شوند و به اعتماد پارلمان ایالتی وابسته هستند.
بنابراین، موضع قانون اساسی یک رئیس‌جمهور وزیر با مقام صدراعظم آلمان در سطح فدرال متفاوت است، که فقط وظیفه رئیس رهبری را بر عهده دارد، در حالی که رئیس‌جمهور آلمان وظایف تشریفاتی و کارکردهای رئیس فدرال را انجام می‌دهد.
کلیه رئیس‌جمهور وزرا توسط پارلمان ایالتی انتخاب می‌شوند، اما در حالی که در بعضی از ایالت‌ها اکثریت اعضای پارلمان برای یک انتخابات موفقیت‌آمیز لازم هستند، در سایر ایالت‌ها اکثریت ساده (اکثریت آراء رای‌گیری) کافی است.